# Астрономика
Астрономика (Astronomica от др.-греч. ἄστρον — astron, звезда; νόμος — nomos, закон) — работа по астрологии 10 — 15 гг. н. э. римского автора Марка Манилия, написанная в стихотворной форме гекзаметром. Является наиболее ранней из дошедших до наших дней работой по астрологии Эллинистического периода. Книга, вероятно, не была закончена, поскольку в книге II и далее Манилий обещает рассказать о влиянии планет, но в тексте этих сведений нет. Кроме того, книга явно задумывалась как учебник по астрологии, но не предоставляет достаточно сведений для составления и толкования гороскопов.

## Астрология Марка Манилия
Философские предпосылки астрологии, изложенные в «Астрономике» Манилия, базируются на стоицизме, о чём свидетельствуют его слова.

Рок правит миром, все вещи подчинены установленному закону; каждый долгий век отмечен своими вехами удачи. В момент нашего рождения мы начинаем умирать, и наш конец зависит от нашего начала. Следовательно, есть поток благополучия, силы и бедности; следовательно, всем даны их навыки и характеры, их грехи и добродетели, их потери и приобретения. Ни один не может отбросить то, что ему дано, или овладеть тем, что ему не дано, и не может он обрести с помощью молитв удачу, избегающую его, или избежать того, что давит на него: каждый должен нести свою ношу. Марк Манилий, «Астрономика».

По всей видимости, во времена Марка Манилия астрологическая система была близка к завершению, но не была достаточно устойчивой. Об этом свидетельствует тот факт, что большинство основных астрологических понятий, таких как Знаки зодиака, деканы, планеты, аспекты и угловые точки гороскопа описаны у Манилия так, как это представлено в классической астрологии. В то же время у Манилия несколько иначе расставлены приоритеты: он делает акцент преимущественно на знаках зодиака, в то время как планеты у него вторичны. В астрологии, которая будет описана уже Птолемеем, ситуация противоположная: планеты выступают как первичный фактор ввиду их динамичности, а зодиак — фактор вторичный. Также в «Астрономике» концепция астрологических домов представлена в зачаточном, неразвитом состоянии.
Говоря о знаках зодиака, Марк Манилий ставит им в соответствие различных богов и богинь римского пантеона: Овну — Минерву, Тельцу — Венеру, Близнецам — Аполлона, Раку — Меркурия, Льву — Юпитера, Деве — Цереру, Весам — Вулкана, Скорпиону — Марса, Стрельцу — Диану, Козерогу — Весту, Водолею — Юнону, Рыбам — Нептуна. Автор не раскрывает причин этих соответствий. Кроме того, знакам зодиака приписываются также другие качества, система которых построена на нумерологии, восходящей, очевидно, к доктринам Пифагора, и которые, в отличие от предыдущих соответствий, надёжно закрепились в астрологии. К этим качествам относятся деление знаков на мужские и женские, деление знаков по признаку горячий-холодный, движущийся-неподвижный, ночной-дневной.
В связи со знаками зодиака, автор описывает также одну из немногочисленных идей египетского происхождения, которые впоследствии интегрировались в астрологию: идею деканов. Манилий предлагает ассоциировать каждый из деканов со знаками зодиака: первый декан Овна принадлежит Овну, второй — Тельцу, третий — Близнецам, первый декан Тельца — Раку, второй — Льву и т. д. В классической астрологии, однако, деканам ставятся в соответствие планеты. То есть и здесь Манилий отдаёт предпочтение зодиакальным знакам, в отличие от классической астрологии. В «Астрономике» представлена также и градусология, то есть описание характера отдельных градусов эклиптики: Манилий приводит список благоприятных и неблагоприятных градусов эклиптики, однако этот список не охватывает всех градусов.

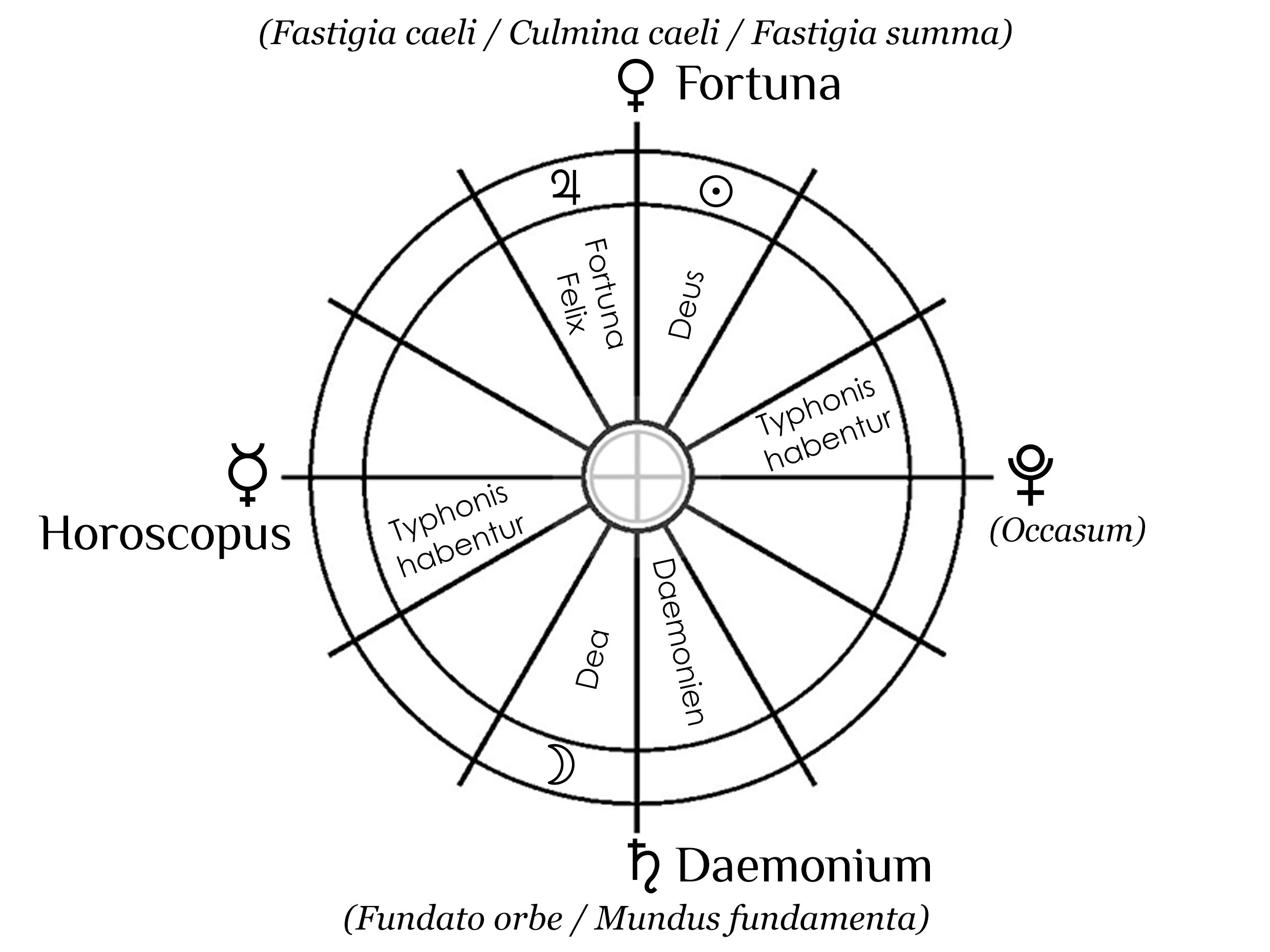
Представления о «частях мира» (домах гороскопа) в «Астрономике».

В «Астрономике» Манилий чётко описывает теорию аспектов. Через две точки на окружности эклиптики проводятся отрезки, соединяющие данные точки с центром Земли (центром окружности эклиптики). Угол, образуемый данными отрезками, и именуется аспектом. Эти аспекты могут образовывать некоторые геометрические фигуры: квадрат, треугольник, шестиугольник. Треугольник считался гармоничным аспектом, квадрат — вызывающим конфликты.
Что касается домов гороскопа, то у Манилия ясно изложено деление гороскопа на квадранты двумя линиями, проходящими через угловые точки гороскопа. Первая ось проходила через точку асцендента и десцендента, вторая — через середину и основание небес. Доктрина же домов гороскопа в работе Манилия ещё не представлена как развитая система. Автор говорит только о двенадцати «местах» гороскопа, четыре из которых образуются Asc, Dsc, MC и IC, а остальные получаются делением квадрантов на три равные части. У Манилия нет чётких соответствий этих мест и различных сфер жизни, как это представлено в современной астрологии.
«Астрономика» впервые напечатана Региомонтаном в Нюрнберге в 1472 году в собственной типографии. Альфред Эдвард Хаусман работал над 5-томным изданием с 1903 по 1930 годы.